# Julio Llorente Sanchidrián
Julio Llorente Sanchidrián (Santa Cruz de Tenerife, 1996) es un periodista, escritor y editor español. Es cofundador y director de la editorial Ediciones Monóculo, y colaborador habitual en diversos medios de comunicación como Vozpópuli, Alfa y Omega, COPE y TRECE.

## Biografía
Nacido en 1996 en Santa Cruz de Tenerife, Llorente se trasladó a Madrid, donde cursó estudios de Derecho en la Universidad Complutense de Madrid. Desde joven mostró interés por la escritura y el análisis político, lo que le llevó a colaborar en diversos medios de comunicación.

## Carrera profesional
Llorente ha desarrollado su carrera periodística en varios medios españoles. Escribe columnas de opinión en Vozpópuli y en Alfa y Omega, y participa en programas de radio como Sin complejos en esRadio.
En 2021, tradujo al español la obra Filosofía verde del filósofo británico Roger Scruton, publicada por la editorial Homo Legens.
En 2024, publicó su primer libro, Titubeos, una colección de aforismos y reflexiones personales editada por La Isla de Siltolá.
Es cofundador y director de Ediciones Monóculo, una editorial que busca recuperar el ideal estético y literario defendido por autores como G. K. Chesterton.

## Publicaciones destacadas
- Titubeos (2024), La Isla de Siltolá.
- Traducción de Filosofía verde de Roger Scruton (2021), Homo Legens.
- Coautor de La España viva, conversaciones con doce dirigentes de VOX (2018), Kalma.[2]